# ケーター
ケーター（Kheta, 生年不詳 - 1382年）は、北インドのラージャスターン地方、メーワール王国の君主（在位：1364年 - 1382年）。クシェートラ・シング（Kshetra Singh）とも呼ばれる。

## 生涯
メーワール王国の君主ハンミーラの息子として誕生した。
1364年、ハンミーラ死亡したことにより、王位を継承した。
1382年、ケーターはチットールガルで死亡し、息子のラーカーが王位を継承した。